# Szlovénia világörökségi helyszínei
Szlovénia területéről eddig öt helyszín került fel a világörökségi listára, négy helyszín a javaslati listán várakozik a felvételre.
| | A Škocjan-barlangrendszer |
| 1986 |                           |
| Természeti (VII)(VIII) |                           |
| Védett terület: 413 ha, hivatkozás: 390 |                           |
| A barlangrendszer Nyugat-Szlovénia karszthegységeiben az olasz határ közelében helyezkedik el. A képződmény a karsztjelenség kutatásának egyik legfontosabb helyszíne. A barlangrendszert a Reka folyó alakította ki, korábban a folyó eredetétől egészen a Trieszti-öbölig tartott, de később a fedett folyosók egy része beomlott, így nyitott, mély szakadékok keletkeztek. A folyó különböző szakaszain a mészkőerózió minden tipikus formája megtalálható, hasadékok, szorosok, aknák, víznyelők, medencék, vízesések, keskeny átjárók és barlangok. A barlangrendszer közel hat kilométer hosszú, öt fedett folyosóból és egy csatornából áll, a végén egy álló és függő cseppkövekkel borított járat vezet a felszínre. Labirintust alkotó üregeiben számos ritka növény és állatfajt azonosítottak. A legnagyobb barlang a Martelova dvorana 308 méter hosszú, 123 méter széles és 148 méter magas. Az úgynevezett „morajló barlangban” a folyó szintkülönbsége miatt egy huszonöt lépcsős zuhatag alakult ki. A „csendes barlang” cseppkőalakzatairól, sztalagmitjairól és sztalaktitjairól nevezetes. |                           |

| | Történelem előtti cölöpházak az Alpok közelében |
| Ausztria, Franciaország, Németország, Olaszország, Svájc és Szlovénia közös világörökségi helyszíne |                                                 |
| 2011 |                                                 |
| Kulturális (IV)(V) |                                                 |
| Védett terület: 274,2 ha, puffer zóna: 3 960,77 ha, hivatkozás: 1363 |                                                 |
| A helyszín az Alpok térségében, hat országban 111 különböző helyen álló, i. e. 5000 és i. e. 500 között épült cölöpház maradványaiból áll. A házakat mocsarak, tópartok, folyópartok mellett tárták fel, tervszerű ásatásokat csak a lelőhelyek kis részén végeztek. A nedves környezet megőrizte a lebomló anyagokat is, így a kutatók dendrokronológiai módszerrel pontos datálásokat végezhettek. Az ásatások során előkerült leletek mintegy harminc különböző kultúrához köthetők és képet adnak az korai európai földművelők életéről és társadalmáról, földművelési, állattenyésztési, fémfeldolgozási technikáiról, valamint azok fejlődéséről. Ezen kívül nyomon követhetővé vált az Alpokon keresztül folytatott kereskedelmi tevékenység is, ahol főleg kovakő, arany, agyagedények, textilek és kagylóhéjak cseréltek gazdát. A szállítóeszközök közül i. e. 3400 körülre datálható szekérmaradványokat tártak fel, ezek az eddig ismertek közül legkorábbiak közé tartoznak. |                                                 |

| | A higany öröksége: Almadén és Idrija |
| Spanyolország és Szlovénia közös világörökségi helyszíne |                                      |
| 2012 |                                      |
| Kulturális (II)(IV) |                                      |
| Védett terület: 104,1 ha, hivatkozás: 1313 |                                      |
| A „higany öröksége” nevű világörökségi helyszínen Spanyolország és Szlovénia osztozik. Higanyt csak nagyon kevés helyen bányásznak, és Almadén, valamint Idrija az eddig ismert lelőhelyek közül a legnagyobbak közé tartoznak. A higanyt - ami egy viszonylag ritka, mérgező fém - hosszú ideig nem tudták más anyagokkal helyettesíteni bizonyos ipari tevékenységek során, ezért kitermelése már évezredekkel ezelőtt elkezdődött. Az Almeria közeli lelőhely már az ókorban is ismert volt, míg Idrijában csak a 15. század végén, 1490-ben kezdték el bányászatot. A két lelőhely birtoklása kontrollt jelentett a nemzetközi piacok jelentős része fölött is és jelentős gazdasági előnyt biztosított tulajdonosainak, mivel a higany nélkülözhetetlen volt az Újvilágban feltárt ezüstkészletek kiaknázásában. Az Almeriában fennmaradt épületek kevésbé a bányászathoz inkább az itt dolgozók mindennapi életéhez köthetők, mint a Retamar kastély, vallási épületek és a hagyományos lakóépületek, míg Idrijában főleg a kiszolgáló épületek maradtak meg, köztük higanyraktárak, az infrastruktúra egyes elemei, a bányászok lakónegyede, valamint az itt élők részére épített színház. |                                      |

| | A Kárpátok és más európai régiók ősbükkösei |
| Albánia, Ausztria, Belgium, Bosznia-Hercegovina, Bulgária, Csehország, Észak-Macedónia, Franciaország, Horvátország, Lengyelország, Németország, Olaszország, Románia, Svájc, Szlovákia, Szlovénia, Spanyolország és Ukrajna közös világörökségi helyszíne |                                             |
| 2007, kiterjesztés: 2011, 2017 (szlovéniai helyszínek), 2021 |                                             |
| Természeti (IX) |                                             |
| Védett terület: 98 125 ha, puffer zóna: 294 716 ha, hivatkozás: 1133 |                                             |
| Ez a határokon átnyúló, többször kiterjesztett helyszín Európa legnagyobb kiterjedésű ősbükköse, jelenleg 18 ország közös világörökségi helyszíne és összesen 94 védett területből áll. Kezdetben az Északkeleti-Kárpátok déli lejtőin, Szlovákia keleti részén és Ukrajnában található védett területhez összesen 10 természetvédelmi körzet tartozott, ezek közül hat Ukrajnában négy pedig Szlovákiában található. Ezek a védett területek egy 185 kilométer hosszú tengelyen fekszenek, tengerszint feletti magasságuk 210 és 1700 méter között váltakozik. A teljes védett övezet eredetileg háromszáz négyzetkilométert foglalt el, majd 2011-ben a helyszínt öt újabb, Németországban található bükkerdővel egészítették ki. A következő kiterjesztés óta, 2017-től a helyszínhez tartoznak mediterrán területek, az Alpok, a Dinári-hegység és a Pireneusok ősbükkösei is. Az utolsó, 2021-es kiterjesztés során bosznia-hercegovinai, csehországi, észak-macedóniai, franciaországi, lengyelországi és svájci bükkösök kerültek a világörökségi listára. Az ősbükkösöben találhatók a világ legmagasabb és legöregebb bükkfái, és megfigyelhető a bükkerdők fejlődésének valamennyi fázisa. A Kárpátokban őshonos bükkfa a Dinári-hegység mellett csak ezeken a területeken vészelte át a jégkorszakot, majd egy rövid, néhány ezer éves időszak alatt elterjedt az egész kontinensen. Az őserdők a bükkfák felbecsülhetetlen értékű genetikai tárházai. A fák mellett található ökoszisztéma magán viseli a jégkorszak utáni élővilág valamennyi jellegzetességét, gazdag növény és állatvilágnak, köztük több védett fajnak nyújt életteret. |                                             |

| | Jože Plečnik ljubljanai művei |
| 2021 |                               |
| Kulturális (IV) |                               |
| Védett terület: 19,12 ha, hivatkozás: 1643 |                               |
| Jože Plečnik két világháború közötti munkássága az emberközpontú várostervezés egyik kiemelkedő alkotása, ami sikeresen változtatta meg Ljubljana identitását az első világháború után az Osztrák–Magyar Monarchia megszűnésekor, amikor vidéki városból a szlovének fővárosává vált. Az építész ehhez az átalakuláshoz a már meglévő óváros és a feltörekvő modern 20. századi társadalom építészeti igényeit hangolta össze. A helyszín közösségi terekből (parkokból, utcákból, sétányokból, hidakból) és középületekből (könyvtár, piacok, templomok, temetkezési épületegyüttesek) áll, amelynek elemeit körültekintően illesztette be a már meglévő struktúrák közé, egy természeti és kulturális egységet alkotva és meghatározva a település új identitását. Ez az emberközpontú megközelítés ötvözve az építész egyedi látásmódjával elkülönül a kor domináns modernista építészeti törekvéseitől. A közterületek, épületek és zöld területek harmonikus egysége megmutatja, hogy milyen jelentős alkotásokat lehet létrehozni egy építész tervei alapján viszonylag kisméretű, már beépített területeken, nem túl hosszú idő alatt, limitált anyagi források igénybevételével. |                               |

## Javasolt helyszínek
| Név                                     | Kép | Típus      | Kritérium        | Év   | Hiv. |
| --------------------------------------- | --- | ---------- | ---------------- | ---- | ---- |
| Szlovénia első világháborús emlékhelyei |     | kulturális | II, VI           | 2016 |      |
| Szlovén karsztvidék                     |     | természeti | VII, VIII, IX, X | 2015 |      |
| Franja Partizánkórház                   |     | kulturális | I, III, IV       | 1994 |      |
| Fužinai-dombság, Bohinj                 |     | kulturális | II, V            | 1994 |      |